# Encephalartos caffer
Encephalartos caffer е вид растение от семейство Замиеви (Zamiaceae). Видът е почти застрашен от изчезване.

## Разпространение
Разпространен е в Южна Африка (Източен Кейп и Квазулу-Натал).